# Allart van Everdingen

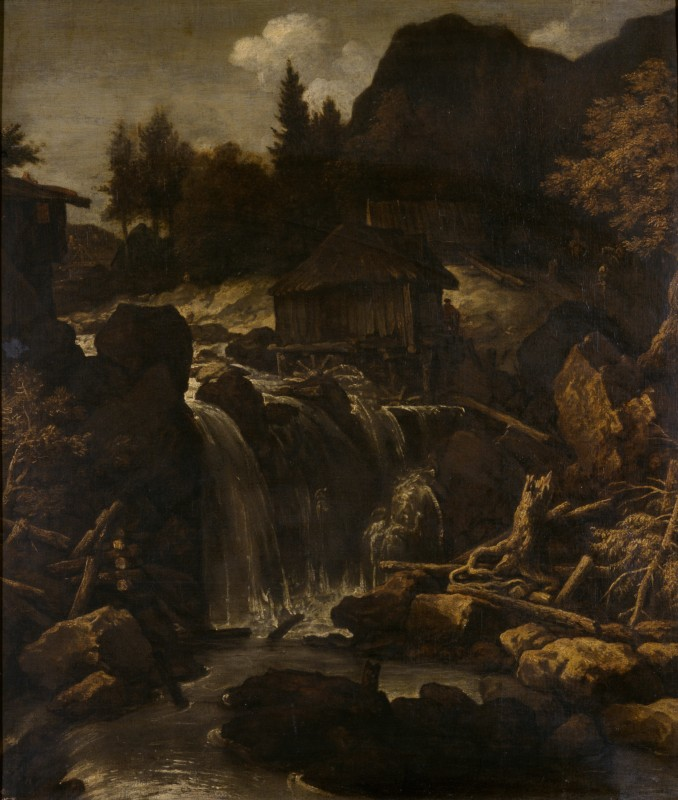
Paesaggio scandinavo con cascata e mulino d'acqua (Fondazione Cariplo)

Allart van Everdingen (Alkmaar, 18 giugno 1621 – Amsterdam, 8 novembre 1675) è stato un pittore olandese.

## Biografia
Pittore ed acquafortista olandese specializzato in paesaggi, fratello di Caesar van Everdingen.
Ebbe come primo maestro Roelant Savery; da lui, che aveva visitato il Tirolo riproducendone la natura montagnosa e aspra, ereditò il gusto per la descrizione di paesaggi selvaggi e disabitati;  diciottenne, dopo la morte di Savery, passò alla scuola di Pieter de Molyn, artista impegnato nelle descrizione dei tranquilli paesaggi olandesi: così l'arte di van Everdingen propone queste due anime differenti tra loro. Intorno al 1640 intraprese un viaggio nei paesi scandinavi, dove alcune importanti famiglie olandesi possedevano attività industriali. Negli anni successivi, a Copenaghen, fu al servizio del re di Danimarca Federico IV. Dal 1645 è iscritto alla Gilda di Haarlem; successivamente, nel 1652, si trasferisce ad Amsterdam. Fu anche prolifico autore di acqueforti.